# Bukama (territorium)
Bukama är ett territorium i Kongo-Kinshasa. Det ligger i provinsen Haut-Lomami, i den södra delen av landet, 1 300 km öster om huvudstaden Kinshasa.